# فانتزی تاریک

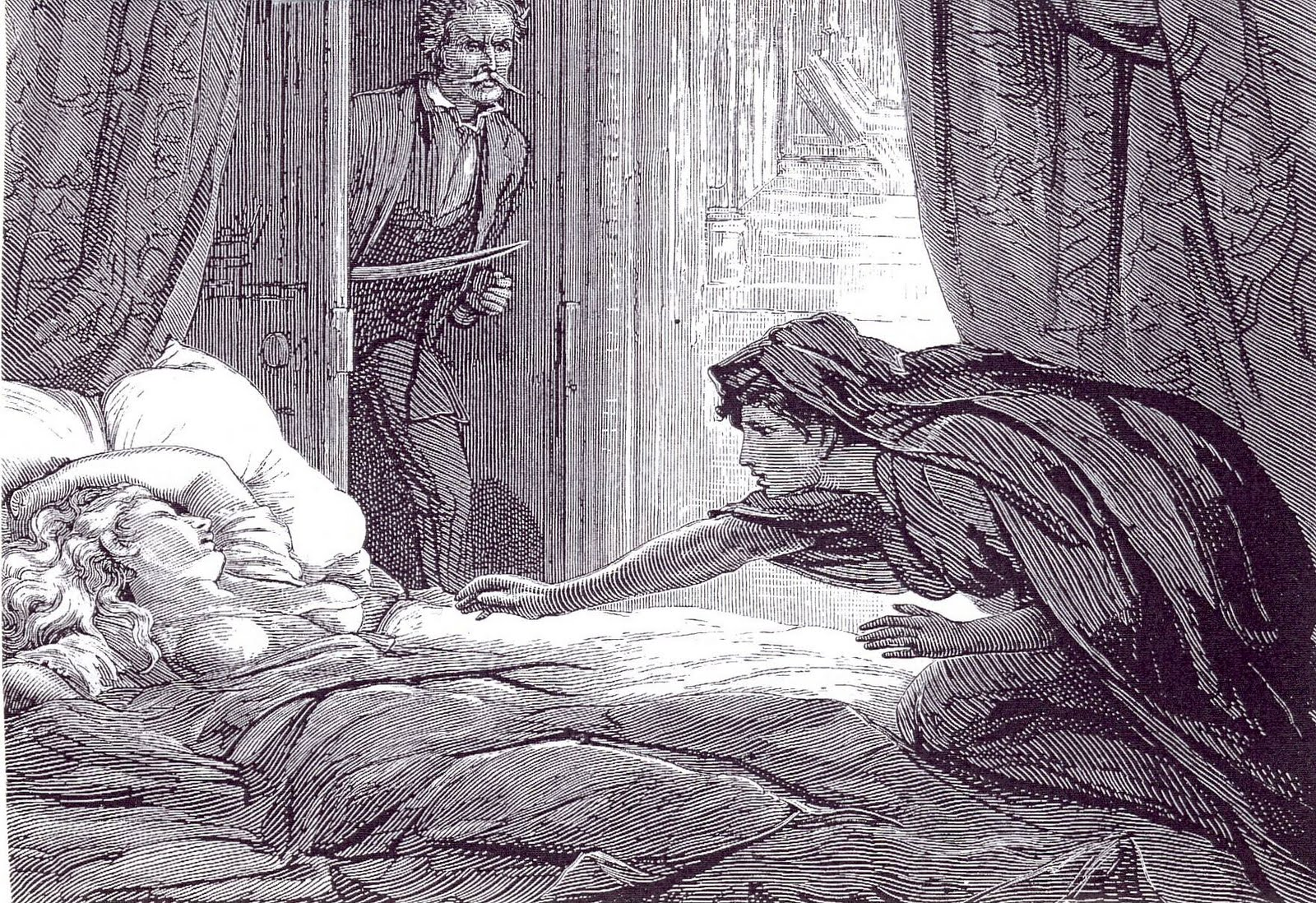
هنر فانتزی تاریک آمیخته ای از عناصر خیالپردازی و وحشت است.

فانتزی تاریک یا خیال‌پردازی تیره‌وتار (به انگلیسی: Dark fantasy) یک گونه هنری است که به عنوان زیر مجموعه سبک خیال‌پردازی به‌شمار می‌رود. این نوع سبک می‌تواند به آثار ادبی، هنری و سینمایی اشاره داشته باشد که آمیخته‌ای از عناصر خیال‌پردازی و عناصر وحشت هستند. خیال‌پردازی تیره‌وتار اقتباسی از عناصر گونه وحشت و اغلب دارای ویژگی‌هایی از قبیل تیره‌وتار، ترس و مرگ، غمناک، موضوعات خشن و وحشیانه همراه با موجودات فراطبیعی شیطانی است. با این حال، برخلاف گونه وحشت تمرکز داستان به منظور ترساندن خواننده نیست. در این سبک محدودیتی برای نشان دادن بخش تاریک طبیعت انسان وجود ندارد و قهرمان اصلی داستان لزوماً دلسوز نیست.
همچنین برخی از نویسندگان از واژهٔ فانتزی تاریک (یا فانتزی گوتیک) به عنوان جایگزینی برای توصیف وحشت استفاده می‌کنند، چرا که آن‌ها احساس می‌کنند واژه دومی بیش از حد ترسناک یا اثرگذار است.